# Championnat d'Angleterre de football 1984-1985
Navigation
Édition précédente Édition suivante
La 86e édition du championnat d'Angleterre de football est remportée par Everton FC. Le club liverpuldien finit treize points devant son rival Liverpool FC. L’écart est significatif entre le champion et le groupe de ses poursuivants situé à treize ou quatorze points constitué de Liverpool FC, Tottenham Hotspur et Manchester United. 
Aucun club anglais ne se qualifie pour les coupes européennes, ceux-ci étant bannis à la suite du drame du Heysel.
Le système de promotion/relégation ne change pas : descente et montée automatique, sans matchs de barrage pour les trois derniers de première division et les trois premiers de deuxième division. À la fin de la saison Stoke City, Sunderland AFC et Norwich City, sont relégués en deuxième division. Ils sont remplacés par Oxford United, Birmingham City et Manchester City.
Les attaquants anglais Gary Lineker, de Leicester City, et Kerry Dixon, de Chelsea FC se partagent le titre de meilleur buteur du championnat avec 24 réalisations.

## Les clubs de l'édition 1984-1985
| Club                                 | Ville            |
| ------------------------------------ | ---------------- |
| Arsenal Football Club                | Londres          |
| Aston Villa Football Club            | Birmingham       |
| Chelsea Football Club                | Londres          |
| Coventry City Football Club          | Coventry         |
| Everton Football Club                | Liverpool        |
| Ipswich Town Football Club           | Ipswich          |
| Leicester City Football Club         | Leicester        |
| Liverpool Football Club              | Liverpool        |
| Luton Town Football Club             | Luton            |
| Manchester United Football Club      | Manchester       |
| Newcastle United Football Club       | Newcastle United |
| Norwich City Football Club           | Norwich          |
| Nottingham Forest Football Club      | Nottingham       |
| Queens Park Rangers Football Club    | Londres          |
| Sheffield Wednesday Football Club    | Sheffield        |
| Southampton Football Club            | Southampton      |
| Stoke City Football Club             | Stoke-on-Trent   |
| Sunderland Association Football Club | Sunderland       |
| Tottenham Hotspur Football Club      | Londres          |
| Watford Football Club                | Watford          |
| West Bromwich Albion Football Club   | West Bromwich    |
| West Ham United Football Club        | Londres          |

## Classement
| Rang | Équipe               | Pts | J  | G  | N  | P  | Bp | Bc | Diff |
| ---- | -------------------- | --- | -- | -- | -- | -- | -- | -- | ---- |
| 1    | Everton              | 90  | 42 | 28 | 6  | 8  | 88 | 43 | +45  |
| 2    | Liverpool            | 77  | 42 | 22 | 11 | 9  | 68 | 35 | +33  |
| 3    | Tottenham Hotspur    | 77  | 42 | 23 | 8  | 11 | 78 | 51 | +27  |
| 4    | Manchester United    | 76  | 42 | 22 | 10 | 10 | 77 | 47 | +30  |
| 5    | Southampton          | 68  | 42 | 19 | 11 | 12 | 56 | 47 | +9   |
| 6    | Chelsea              | 66  | 42 | 18 | 12 | 12 | 63 | 48 | +15  |
| 7    | Arsenal              | 66  | 42 | 19 | 9  | 14 | 61 | 49 | +12  |
| 8    | Sheffield Wednesday  | 65  | 42 | 19 | 14 | 11 | 58 | 45 | +13  |
| 9    | Nottingham Forest    | 64  | 42 | 19 | 7  | 16 | 56 | 48 | +8   |
| 10   | Aston Villa          | 56  | 42 | 15 | 11 | 16 | 60 | 60 | 0    |
| 11   | Watford              | 55  | 42 | 14 | 13 | 15 | 81 | 71 | +10  |
| 12   | West Bromwich Albion | 55  | 42 | 16 | 7  | 19 | 58 | 62 | -4   |
| 13   | Luton Town           | 54  | 42 | 15 | 9  | 18 | 57 | 61 | -4   |
| 14   | Newcastle United     | 52  | 42 | 13 | 13 | 16 | 55 | 70 | -15  |
| 15   | Leicester City       | 51  | 42 | 16 | 6  | 21 | 65 | 73 | -8   |
| 16   | West Ham             | 51  | 42 | 13 | 12 | 17 | 51 | 68 | -17  |
| 17   | Ipswich Town         | 50  | 42 | 13 | 11 | 18 | 46 | 57 | -11  |
| 18   | Coventry City        | 50  | 42 | 15 | 5  | 22 | 47 | 64 | -17  |
| 19   | Queens Park Rangers  | 50  | 42 | 13 | 11 | 18 | 53 | 72 | -19  |
| 20   | Norwich City         | 49  | 42 | 13 | 10 | 19 | 46 | 64 | -18  |
| 21   | Sunderland           | 40  | 42 | 10 | 10 | 22 | 40 | 62 | -22  |
| 22   | Stoke City           | 17  | 42 | 3  | 8  | 31 | 24 | 91 | -67  |

|  | Champion d'Angleterre |
|  | Relégation            |

## Affluences
| #  | Club                 | Stade           | Affluence moyenne sur la saison | Variation |
| -- | -------------------- | --------------- | ------------------------------- | --------- |
| 1  | Manchester United    | Old Trafford    | 42 881                          | + 0,8 %   |
| 2  | Liverpool FC         | Anfield         | 34 444                          | + 7,7 %   |
| 3  | Everton FC           | Goodison Park   | 31 984                          | + 65,4 %  |
| 4  | Arsenal FC           | Highbury        | 31 205                          | + 11 %    |
| 5  | Tottenham Hotspur    | White Hart Lane | 28 930                          | + 0,8 %   |
| 6  | Sheffield Wednesday  | Hillsborough    | 27 781                          | D2        |
| 7  | Newcastle United     | St James' Park  | 26 228                          | D2        |
| 8  | Chelsea FC           | Stamford Bridge | 23 065                          | D2        |
| 9  | West Ham United      | Upton Park      | 18 433                          | - 13,8 %  |
| 10 | Sunderland AFC       | Roker Park      | 18 347                          | + 13,4 %  |
| 11 | Aston Villa          | Villa Park      | 18 318                          | - 14,3 %  |
| 12 | Watford FC           | Vicarage Road   | 18 246                          | + 10,5 %  |
| 13 | Southampton FC       | The Dell        | 18 046                          | - 0,2 %   |
| 14 | Ipswich Town         | Portman Road    | 17 219                          | - 1,4 %   |
| 15 | Nottingham Forest    | City Ground     | 16 781                          | - 5,2 %   |
| 16 | Norwich City         | Carrow Road     | 15 100                          | - 3,6 %   |
| 17 | Leicester City       | Filbert Street  | 14 546                          | - 2,5 %   |
| 18 | Queens Park Rangers  | Loftus Road     | 14 000                          | - 8,9 %   |
| 19 | West Bromwich Albion | The Hawthorns   | 13 849                          | - 4,9 %   |
| 20 | Coventry City        | Highfield Road  | 12 848                          | + 2,2 %   |
| 21 | Luton Town           | Kenilworth Road | 10 816                          | - 9,4 %   |
| 22 | Stoke City           | Victoria Ground | 10 700                          | - 23 %    |

## Bilan de la saison
| Tableau d'Honneur                          |                   |
| Compétition                                | Vainqueur         |
| Championnat d'Angleterre de football       | Everton           |
| Coupe d'Angleterre de football             | Manchester United |
| Coupe de la Ligue d’Angleterre de football | Norwich City      |
| Charity Shield                             | Everton           |

| Promotions et relégations |                                               |
| Promus                    | Oxford United Birmingham City Manchester City |
| Relégués                  | Stoke City Sunderland AFC Norwich City        |

## Meilleur buteur
Avec 24 buts, Gary Lineker, qui joue à Leicester City, remporte son premier titre de meilleur buteur du championnat conjointement avec Kerry Dixon, qui joue à Chelsea qui remporte son unique titre de meilleur buteur du championnat.